# Pembrokeshire
Pembrokeshire (velšsky Sir Benfro) je hrabství na jihozápadě Walesu. Na východě hraničí s Carmarthenshire a na severovýchodě s Ceredigion. S celkovou rozlohou 1590 km² jde o páté největší hrabství Walesu. Sídlem hrabství je město Haverfordwest. Přes celé pobřeží tohoto hrabství prochází turistická stezka Pembrokeshire Coast Path. Počínaje rokem 1988 má hrabství vlastní vlajku.